# Elements of Anger
Elements of Anger è il quarto album in studio del gruppo musicale thrash/death metal statunitense Sadus, pubblicato nel 1997 dalla Roadracer Records.

## Tracce
Testi e musiche di Sadus.
1. Aggression – 4:44
2. Crutch – 5:52
3. Words of War – 4:23
4. Safety in Numbers – 6:48
5. Mask – 7:20
6. Fuel – 2:32
7. Power of One – 3:20
8. Stronger than Evil – 4:52
9. Unreality – 5:39
10. In the End – 4:14

## Formazione
- Darren Travis - voce, chitarra
- Steve DiGiorgio - basso
- Jon Allen - batteria